# Hymenochaete mougeotii
Hymenochaete mougeotii är en svampart som först beskrevs av Elias Fries, och fick sitt nu gällande namn av Mordecai Cubitt Cooke 1890. Hymenochaete mougeotii ingår i släktet Hymenochaete och familjen Hymenochaetaceae.   Inga underarter finns listade i Catalogue of Life.